# Eugène Hugo
Eugène Hugo (16 settembre 1800 – 20 febbraio 1837) è stato un poeta francese.
Fratello dello scrittore Victor Hugo (dal quale lo separavano sedici mesi di differenza ) e dello storico Abel Hugo, Eugène è il secondogenito del generale Joseph Léopold Sigisbert Hugo (1773‑1828) – nominato conte da Giuseppe Bonaparte, re di Spagna – e di Sophie Trébuchet (1772‑1821). 
Eugène mostrò sintomi di psicosi dopo una delusione sentimentale e finì la sua vita in un manicomio.